# EFootball Pro Evolution Soccer 2021 Season Update
eFootball Pro Evolution Soccer 2021 Season Update (popularmente conhecido pela sua abreviação eFootball PES2021, PES 2021 e eFootball Winning Eleven 2021 (no Japão), é um jogo eletrônico de futebol desenvolvido pela PES Production e publicado pela Konami. O jogo foi anunciado em 16 de Julho de 2020, e será o 20° lançamento da série Pro Evolution Soccer, o segundo com o nome eFootball no título, para PlayStation 4, Microsoft Windows via Steam e Xbox One em 15 de Setembro de 2020, além de PlayStation 5 e Xbox Series X e Series S através da retrocompatibilidade. Diferente de várias versões anteriores, o jogo não ganhou uma demonstração gratuita, pelo fato de ser uma atualização do eFootball Pro Evolution Soccer 2020. Os jogadores Messi e Cristiano Ronaldo aparecem pela primeira vez juntos em uma capa de jogo, que traz também os jogadores Marcus Rashford e Alphonso Davies.

## Licenças

### Parcerias
A seguir a lista atual de clubes parceiros do eFootball PES 2021:
| País                 | Equipe               | Notas                                                        |
| -------------------- | -------------------- | ------------------------------------------------------------ |
| Espanha              | FC Barcelona         | Continua, estádio exclusivo                                  |
| Inglaterra           | Arsenal FC           | Continua                                                     |
| Inglaterra           | Manchester United    | Continua                                                     |
| Itália               | Juventus             | Continua, clube e estádio exclusivos                         |
| Itália               | Lazio                | Nova, estádio exclusivo                                      |
| Itália               | Roma                 | Nova, clube e estádio exclusivos                             |
| Alemanha             | Bayern de Munique    | Continua, estádio exclusivo                                  |
| Alemanha             | FC Schalke 04        | Continua                                                     |
| Rússia               | Zenit                | Continua                                                     |
| Escócia              | Celtic FC            | Continua                                                     |
| Escócia              | Rangers FC           | Continua                                                     |
| Argentina            | Boca Juniors         | Continua                                                     |
| Argentina            | River Plate          | Continua, estádio exclusivo                                  |
| Brasil               | Atlético Mineiro     | Continua                                                     |
| Brasil               | SC Corinthians       | Continua, clube e estádio exclusivos e patrocinado pelo jogo |
| Brasil               | Flamengo             | Continua, clube exclusivo e patrocinado pelo jogo            |
| Brasil               | Internacional        | Nova, estádio exclusivo e patrocinado pelo jogo              |
| Brasil               | Santos               | Nova, estádio exclusivo e patrocinado pelo jogo              |
| Brasil               | São Paulo FC         | Continua, clube exclusivo e patrocinado pelo jogo            |
| Brasil               | Vasco da Gama        | Continua, clube e estádio exclusivos e patrocinado pelo jogo |
| Chile                | Colo-Colo            | Continua, clube e estádio exclusivos                         |
| Chile                | Universidad de Chile | Continua, clube exclusivo                                    |
| Peru                 | Alianza Lima         | Continua, clube e estádios exclusivos                        |
| Peru                 | Sport Boys           | Continua, clube exclusivo e patrocinado pelo jogo            |
| Peru                 | Sporting Cristal     | Continua, clube exclusivo e patrocinado pelo jogo            |
| Peru                 | Universitario        | Continua, clube exclusivo e patrocinado pelo jogo            |
| Federações Nacionais | Argentina            | [ 7 ]                                                        |
| Federações Nacionais | Brasil               |                                                              |
| Federações Nacionais | Portugal             | [ 8 ]                                                        |

### Ligas[9]
A tabela a seguir mostra as ligas presentes no jogo:
| Região                     | Competição                 | Licença | Notas                                                      |
| -------------------------- | -------------------------- | ------- | ---------------------------------------------------------- |
| Argentina                  | Liga Profesional de Fútbol | 1       | Continua                                                   |
| Bélgica                    | Jupiler Pro League         | 1       | Continua                                                   |
| Brasil                     | Brasileirão Série A        | 6       | Continua, Apenas o Palmeiras não está licenciado           |
| Brasil                     | Brasileirão Série B        | 6       | Continua                                                   |
| Chile                      | Campeonato AFP PlanVital   | 1       | Continua                                                   |
| Colômbia                   | Liga BetPlay DIMAYOR       | 1       | Continua                                                   |
| China                      | CFA Super League           | 1       | Continua                                                   |
| Dinamarca                  | 3F Superliga               | 1       | Continua                                                   |
| Escócia                    | Scottish Premiership       | 1       | Continua                                                   |
| Espanha                    | Liga Espanhola             | 3       | Somente Barcelona está licenciado                          |
| Espanha                    | Liga Espanhola 2           | 4       | Continua                                                   |
| França · Mónaco            | Ligue 1 Uber Eats          | 1       | Continua                                                   |
| França · Mónaco            | Ligue 2 BKT                | 1       | Continua                                                   |
| Inglaterra · País de Gales | Liga Inglesa               | 3       | Somente Arsenal e Manchester United licenciados            |
| Inglaterra · País de Gales | Liga Inglesa 2             | 4       | Continua                                                   |
| Itália                     | Serie A Tim                | 5       | Continua, Internazionale e Milan não estão licenciados     |
| Itália                     | Serie BKT                  | 5       | Continua, apenas o Brescia não está licenciado             |
| Japão                      | J-League                   | 1       | Apenas na versão mobile                                    |
| Japão                      | J2 League                  | 1       | Apenas na versão mobile                                    |
| Países Baixos              | Eredivisie                 | 1       | Continua                                                   |
| Portugal                   | Liga NOS                   | 1       | Continua, apenas o Nacional da Madeira não está licenciado |
| Rússia                     | Russian Premier League     | 1       | Continua                                                   |
| Suíça                      | Raiffeisen Super League    | 1       | Continua                                                   |
| Tailândia                  | TOYOTA Thai League         | 1       | Continua                                                   |
| Turquia                    | SporToto Super Lig         | 1       | Continua                                                   |
| Europa                     | PEU League                 | 4       | Continua (liga fictícia)                                   |
| Ásia                       | PAS League                 | 4       | Continua (liga fictícia)                                   |
| América Latina             | PLA League                 | 4       | Continua (liga fictícia)                                   |

1: Competição licenciada por completo.
2: Logo, nome e troféu da competição não estão licenciados, mas o nome, escudo e uniformes de todos os clubes, além de todos os jogadores, estão licenciados.
3: Logo, nome e troféu da competição não estão licenciados, mas o nome, escudo e uniformes de alguns clubes, além de todos os jogadores, estão licenciados.
4: Liga fictícia ou totalmente genérica. Logo, nome e troféu da competição não estão licenciados, e nem o nome, escudo e uniformes de quaisquer clubes. No caso de liga existente, todos os jogadores estão licenciados.
5: Logo, nome e troféu da competição estão licenciados, mas o nome, escudo e uniformes de alguns clubes não estão licenciados, porém todos os jogadores estão licenciados.
6: Logo, nome e troféu da competição estão licenciados, mas o nome e aparência de alguns jogadores não estão licenciados.
Vale lembrar que clubes e ligas não licenciados podem ser corrigidos com modificações de fãs nas plataformas PC e PS4, ou através do modo editar do jogo, disponível também para Xbox One.

### Outros times da Europa
- Bayer Leverkusen
- Bayern München
- Schalke 04
- Dinamo Zagreb
- AEK Atenas
- Olympiakos Piraeus
- Panathinaikos
- PAOK
- Slavia Praga
- Sparta Praga
- Dynamo Kyiv
- Shakhtar Donetsk
- ESBJERG BH (Esbjerg) 1
- HOBRO GB (Hobro) 1
- SILKEBORG RH (Silkeborg) 1
- EXTREMADURA AR (Extremadura) 1
- LA CORUÑA AB  (La Coruña) 1
- NUMANCIA R (Numancia) 1
- SANTANDER VB (Racing Santander) 1
- CHARLTON RW (Charlton Athletic) 1
- HULL OB (Hull City) 1
- WIGAN BW (Wigan Athletic) 1
- LIVORNO G (Livorno) 1
- PERUGIA BR (Perugia) 1
- TRAPANI G (Trapani) 1
- STABIA GB (Juve Stabia) 1
- AVES V (CD Aves) 1
- SETÚBAL V (Vitória de Setúbal) 1
- ORENBURG BS (Orenburg) 1
- SAMARA ZBS (Krylya Sovetov Samara) 1
- NEUCHÂTEL RS (Neuchâtel Xama) 1
- THUN RW (Thun) 1

1: Equipes genéricas

### Outros da América Latina
- Alianza Lima[11]
- Sport Boys Association
- Sporting Cristal
- Universitario

### AFC Champions League
A licença da AFC Champions League traz a possibilidade de jogar com todos os clubes que participam da fase de grupos da edição de 2020.
| AFC Champions League   | AFC Champions League    |
| País                   | Clube                   |
| ---------------------- | ----------------------- |
| Arábia Saudita         | Al-Ahli                 |
| Arábia Saudita         | Al-Hilal                |
| Arábia Saudita         | Al-Taawoun              |
| Arábia Saudita         | Al-Nassr                |
| Austrália              | Melbourne Victory       |
| Austrália              | Perth Glory             |
| Austrália              | Sydney FC               |
| Catar                  | Al-Duhail               |
| Catar                  | Al-Sadd                 |
| China                  | Beijing Guoan           |
| China                  | Guangzhou Evergrande    |
| China                  | Shanghai Shenhua        |
| China                  | Shanghai SIPG           |
| Coreia do Sul          | FC Seoul                |
| Coreia do Sul          | Jeonbuk Hyundai Motors  |
| Coreia do Sul          | Suwon Samsung Bluewings |
| Coreia do Sul          | Ulsan Hyundai           |
| Emirados Árabes Unidos | Al Ain                  |
| Emirados Árabes Unidos | Al-Wahda                |
| Emirados Árabes Unidos | Sharjah                 |
| Irão                   | Esteghlal               |
| Irão                   | Persepolis              |
| Irão                   | Shahr Khodro            |
| Irão                   | Sepahan                 |
| Iraque                 | Al-Shorta               |
| Japão                  | FC Tokyo                |
| Japão                  | Yokohama F. Marinos     |
| Japão                  | Vissel Kobe             |
| Malásia                | Johor Darul Ta'zim      |
| Tailândia              | Chiangrai United        |
| Uzbequistão            | Lokomotiv Tashkent      |
| Uzbequistão            | Pakhtakor Tashkent      |

### Competições Internacionais de clubes
- Copa Interclubes (Mundial de Clubes)
- Taça de Clubes da Europa (Liga dos Campeões da Europa)
- Copa Masters Europa (Liga Europa da UEFA)
- European Super Cup (Supercopa da UEFA)
- Torneio de Clubes Sul-americanos (Copa Libertadores da América)
- AFC Champions League
- International Champions Cup

### Seleções nacionais
Esta versão do jogo conta com a presença de todas as seleções filiadas à UEFA, assim como em EFootball Pro Evolution Soccer 2020. No total, mais de 100 seleções nacionais estão disponíveis:
| Região                      | Seleção                | Licença | Notas |
| --------------------------- | ---------------------- | ------- | ----- |
| Europa                      | Albânia                | 1       |       |
| Europa                      | Alemanha               | 1       |       |
| Europa                      | Andorra                | 1       |       |
| Europa                      | Armênia                | 1       |       |
| Europa                      | Áustria                | 1       |       |
| Europa                      | Azerbaijão             | 1       |       |
| Europa                      | Bélgica                | 1       |       |
| Europa                      | Bielorrússia           | 1       |       |
| Europa                      | Bósnia e Herzegovina   | 1       |       |
| Europa                      | Bulgária               | 1       |       |
| Europa                      | Cazaquistão            | 1       |       |
| Europa                      | Chipre                 | 1       |       |
| Europa                      | Croácia                | 1       |       |
| Europa                      | Dinamarca              | 1       |       |
| Europa                      | Escócia                | 1       |       |
| Europa                      | Eslováquia             | 1       |       |
| Europa                      | Eslovênia              | 1       |       |
| Europa                      | Espanha                | 1       |       |
| Europa                      | Estônia                | 1       |       |
| Europa                      | Finlândia              | 1       |       |
| Europa                      | França                 | 1       |       |
| Europa                      | Geórgia                | 1       |       |
| Europa                      | Gibraltar              | 1       |       |
| Europa                      | Grécia                 | 1       |       |
| Europa                      | Holanda                | 1       |       |
| Europa                      | Hungria                | 1       |       |
| Europa                      | Ilhas Faroe            | 1       |       |
| Europa                      | Inglaterra             | 1       |       |
| Europa                      | Irlanda                | 1       |       |
| Europa                      | Irlanda do Norte       | 1       |       |
| Europa                      | Islândia               | 1       |       |
| Europa                      | Israel                 | 1       |       |
| Europa                      | Itália                 | 1       |       |
| Europa                      | Kosovo                 | 1       |       |
| Europa                      | Letônia                | 1       |       |
| Europa                      | Liechtenstein          | 1       |       |
| Europa                      | Lituânia               | 1       |       |
| Europa                      | Luxemburgo             | 1       |       |
| Europa                      | Macedônia do Norte     | 1       |       |
| Europa                      | Malta                  | 1       |       |
| Europa                      | Moldávia               | 1       |       |
| Europa                      | Montenegro             | 1       |       |
| Europa                      | Noruega                | 1       |       |
| Europa                      | País de Gales          | 1       |       |
| Europa                      | Polônia                | 1       |       |
| Europa                      | Portugal               | 1       |       |
| Europa                      | República Tcheca       | 1       |       |
| Europa                      | Romênia                | 1       |       |
| Europa                      | Rússia                 | 1       |       |
| Europa                      | San Marino             | 1       |       |
| Europa                      | Sérvia                 | 1       |       |
| Europa                      | Suécia                 | 1       |       |
| Europa                      | Suíça                  | 1       |       |
| Europa                      | Turquia                | 1       |       |
| Europa                      | Ucrânia                | 1       |       |
| África                      | Argélia                | 3       |       |
| África                      | Burkina Faso           | 3       |       |
| África                      | Camarões               | 2       |       |
| África                      | Costa do Marfim        | 2       |       |
| África                      | Egito                  | 2       |       |
| África                      | Gana                   | 2       |       |
| África                      | Guiné                  | 3       |       |
| África                      | Mali                   | 3       |       |
| África                      | Marrocos               | 2       |       |
| África                      | Nigéria                | 3       |       |
| África                      | Senegal                | 3       |       |
| África                      | África do Sul          | 3       |       |
| África                      | Tunísia                | 3       |       |
| África                      | Zâmbia                 | 3       |       |
| Américas do Norte e Central | Costa Rica             | 2       |       |
| Américas do Norte e Central | Estados Unidos         | 3       |       |
| Américas do Norte e Central | Honduras               | 2       |       |
| Américas do Norte e Central | Jamaica                | 3       |       |
| Américas do Norte e Central | México                 | 3       |       |
| Américas do Norte e Central | Panamá                 | 2       |       |
| América do Sul              | Argentina              | 1       |       |
| América do Sul              | Bolívia                | 2       |       |
| América do Sul              | Brasil                 | 1       |       |
| América do Sul              | Chile                  | 1       |       |
| América do Sul              | Colômbia               | 2       |       |
| América do Sul              | Equador                | 3       |       |
| América do Sul              | Paraguai               | 2       |       |
| América do Sul              | Peru                   | 1       |       |
| América do Sul              | Uruguai                | 3       |       |
| América do Sul              | Venezuela              | 2       |       |
| / Asia/Oceania              | Arábia Saudita         | 3       |       |
| / Asia/Oceania              | Austrália              | 2       |       |
| / Asia/Oceania              | China                  | 3       |       |
| / Asia/Oceania              | Coreia do Norte        | 3       |       |
| / Asia/Oceania              | Coreia do Sul          | 3       |       |
| / Asia/Oceania              | Emirados Árabes Unidos | 3       |       |
| / Asia/Oceania              | Iraque                 | 3       |       |
| / Asia/Oceania              | Irã                    | 3       |       |
| / Asia/Oceania              | Japão                  | 1       |       |
| / Asia/Oceania              | Jordânia               | 3       |       |
| / Asia/Oceania              | Kuwait                 | 3       |       |
| / Asia/Oceania              | Líbano                 | 3       |       |
| / Asia/Oceania              | Nova Zelândia          | 2       |       |
| / Asia/Oceania              | Omã                    | 3       |       |
| / Asia/Oceania              | Catar                  | 3       |       |
| / Asia/Oceania              | Tailândia              | 1       |       |
| / Asia/Oceania              | Uzbequistão            | 3       |       |

1: Licença completa.
2: Apenas jogadores estão licenciados.
3: Sem licença.

### Competições Internacionais de seleções
- Copa Internacional (Copa do Mundo FIFA)
- Eurocopa 2020
- Copa Africana (Copa Africana de Nações)
- Copa da América (Copa América)
- Copa Ásia/Oceania (Copa da Ásia)

## Estádios
EFootball PES 2021 conta com 50 estádios até o momento, sendo 31 estádios licenciados e 19 estádios genéricos. Essa é uma lista dos estádios presentes (ou anunciados) até então no jogo, note que ela poderá sofrer alterações após futuros pacotes de dados no jogo.
1. Allianz Arena 1 3
2. Veltins-Arena
3. Celtic Park
4. Ibrox Stadium
5. Camp Nou 1 3
6. Amsterdam Arena 1 3
7. De Kuip
8. Emirates Stadium
9. Old Trafford 1
10. Wembley Stadium
11. Juventus Stadium 1 3
12. Stadio Olimpico
13. Stade Louis II
14. Estádio José Alvalade
15. Estádio Krestovsky
16. St. Jakob-Park
17. La Bombonera
18. Monumental de Núñez 3
19. Allianz Parque 3
20. Arena do Grêmio 3
21. Estádio Beira-Rio 3
22. Estádio do Maracanã 1 3via dlc 2
23. Estádio do Morumbi 3
24. Mineirão 3
25. Neo Química Arena 3
26. São Januário 3
27. Vila Belmiro 3
28. Estadio Monumental David Arellano 3
29. Estadio Nacional de Santiago 3via dlc 2
30. Estádio Alejandro Villanueva 3
31. Saitama Stadium

1: Estádio com vista exterior 

2: Estádio adicionado via DLC (passada ou programada) 

3: Estádio exclusivo 

### Estádios genéricos
1. KONAMI Stadium (equivalente ao Ulsan Munsu Football Stadium)
2. Neu Sonne Arena
3. Metropole Arena
4. Hoofdstad Stadion
5. Estadio Campeones
6. Estadio de Escorpião (equivalente ao Maracanã)
7. Estadio del Nuevo Triunfo (equivalente ao RCDE Stadium)
8. Stade de Sagittaire (equivalente ao Stade de Gerland)
9. Stadio Orione (equivalente ao Stadio Angelo Massimino)
10. Burg Stadion (equivalente ao Weserstadion)
11. Estadio del Martingal (equivalente ao Estádio de La Cerámica)
12. Rose Park Stadium (equivalente ao Villa Park)
13. Coliseo de los Deportes (equivalente ao Coliseum Alfonso Pérez)
14. Sports Park
15. Village Road
16. Stadio Nazionale
17. Estadio del Tauro (equivalente ao Estádio Olímpico de Turim
18. eFootball Stadium
19. eFootball.Pro Arena